# Ліврея Доул

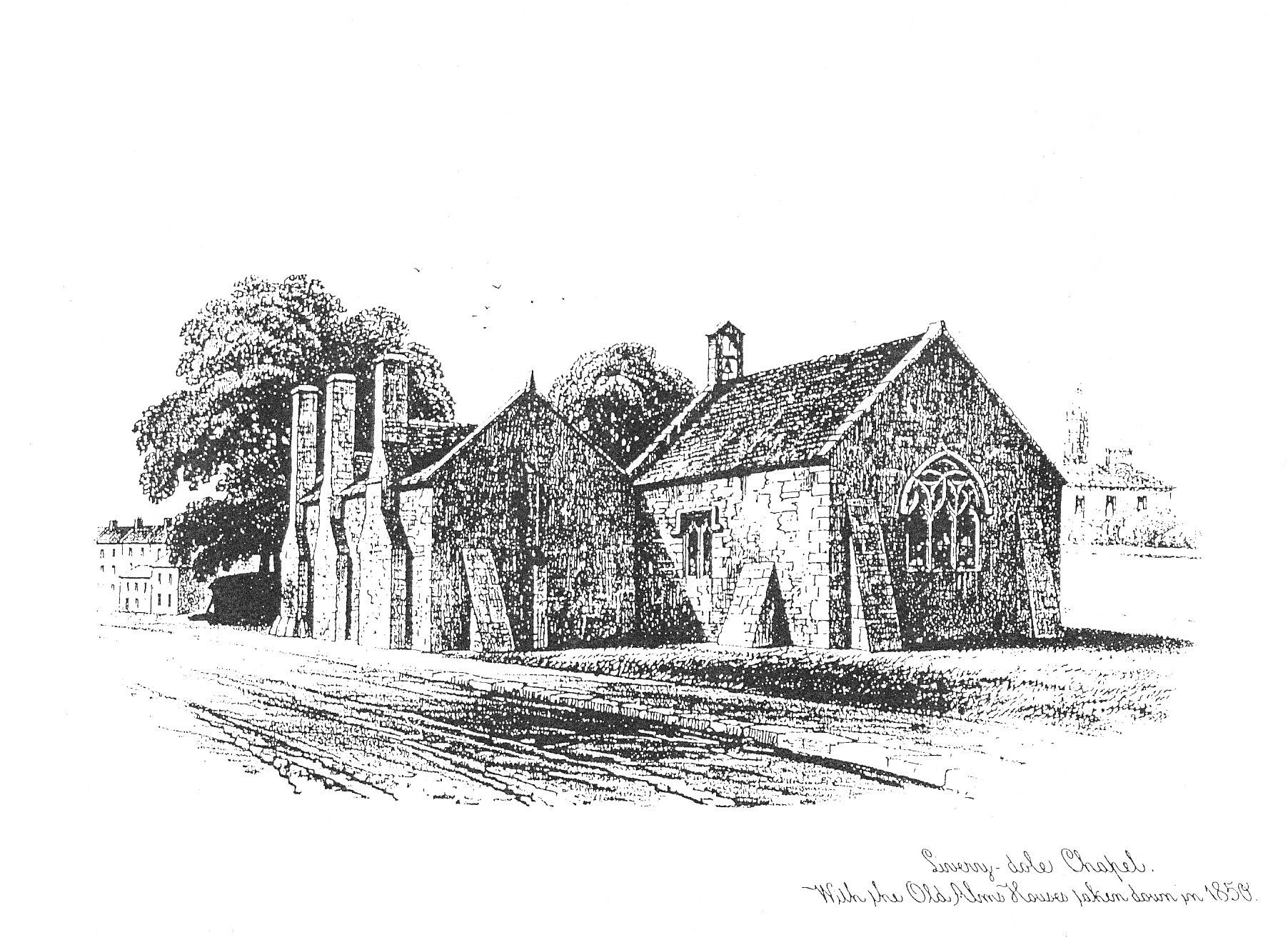
Ліврея Доул у 1850 році

Ліврея Доул (англ. Livery Dole) в місті Ексетер, графство Девон, Велика Британія — це давня трикутна площа між дорогами Хевітрі та Магдалина, в східному передмісті Ексетера. Це було одне з найвідоміших місць для страти. У 1591 році було збудовано також каплицю та богадільню.

## Топоніміка/Значення назви

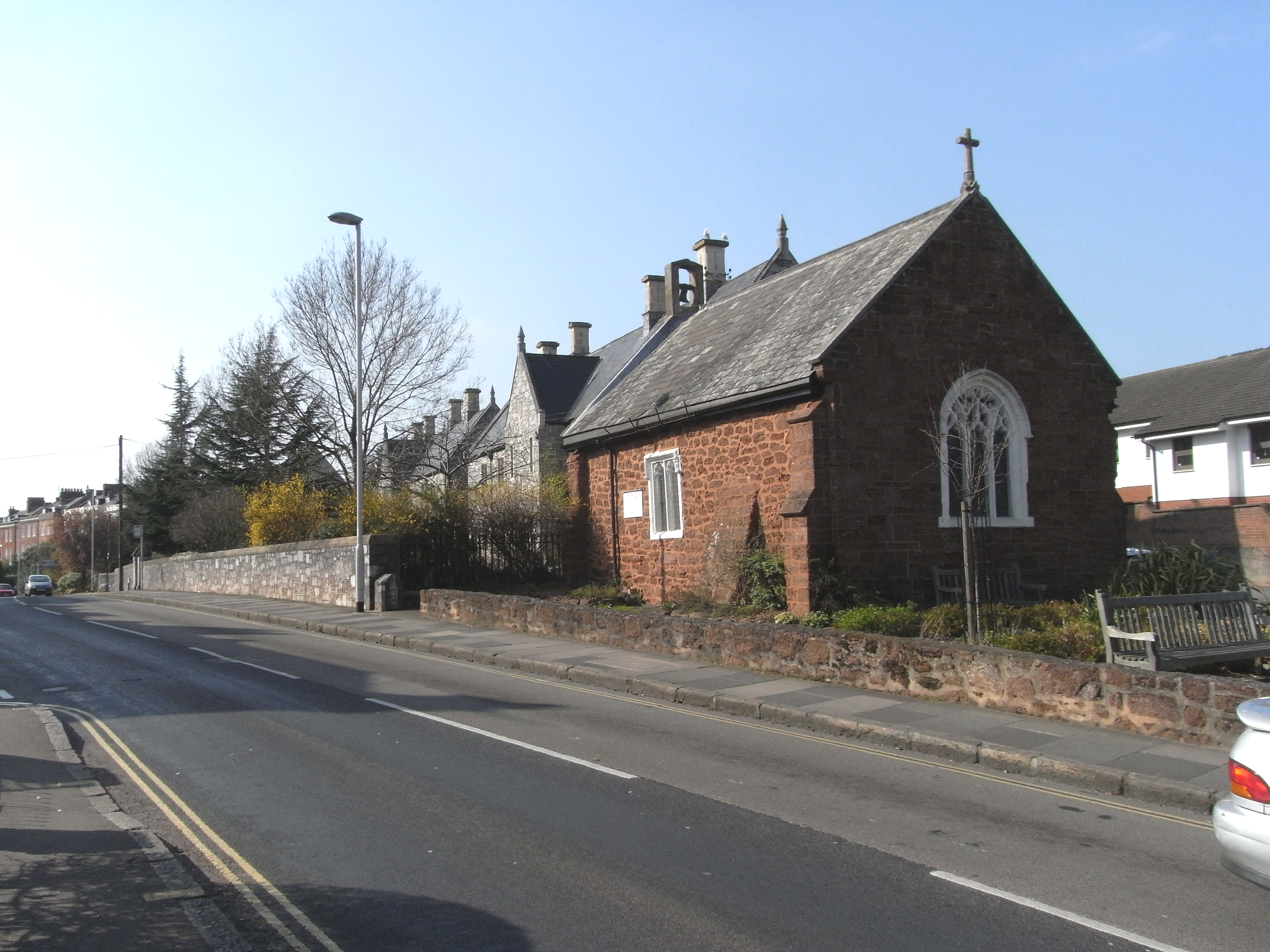
Ліврея Доул в 2012 році

Назва «Ліврея Доул» вперше записав в документі у 1279 році і, ймовірно, походить від староанглійського «Leofhere», тобто людина, яка володіла землею, і  dole (роздавання/благодійна подача), тобто шматок землі.

## Місце страти
Були два місця на Лівреї Доул, які використовувалися для страти. До 1531 року усі єретики спалювались на багатті біля роздоріжжя Магдалени-Роуд і Барак-Роуд. З 1531 року по 1818 рік повішення проводилися на майданчику біля Коледж-Авеню, відомої як «Крапля Магдалини».
Однією з найбільш відомих страт стала страта у 1531 році, коли було спалено на багатті протестантського мученика Томаса Бенета.

## Меморіал пам'яті протестантським мученикам
У 1909 році пам'ятник у вигляді обеліска з граніту був споруджений в пам'ять Бенету поблизу Денмарк Роуд. Цей пам'ятник був розроблений Гаррі Хемпсом і був зведений за рахунок грошей, які були зібрані під час публічних пожертвувань. Він також свідчить про мучеництво Агнес Престо, який в 1557 році був спалений за єресь на багатті в Southernhay. Дві бронзові рельєфні скульптури, виконані Гаррі Хемпсом, в основі обеліска зображують Бенета, який стукає у двері собору і його страту на багатті.
За словами Чарльза Ворсі, у його книжці «Історія передмість Ексетера» (1892), залізне кільце, яке розміщувалося навколо тіл загиблих і ланцюги, за допомоги яких жертви приковувалися до стовпа, були знайдені в 1851 році під час реконструкції богадільні. Останнім, кого було страчено у Лівері Доул, став Самуїл Холмярд, який був повішений на авеню «Крапля Магдалени» в 1818 році за розрахунок підробленою банкнотою в один фунт.

## Каплиця святого Кларуса

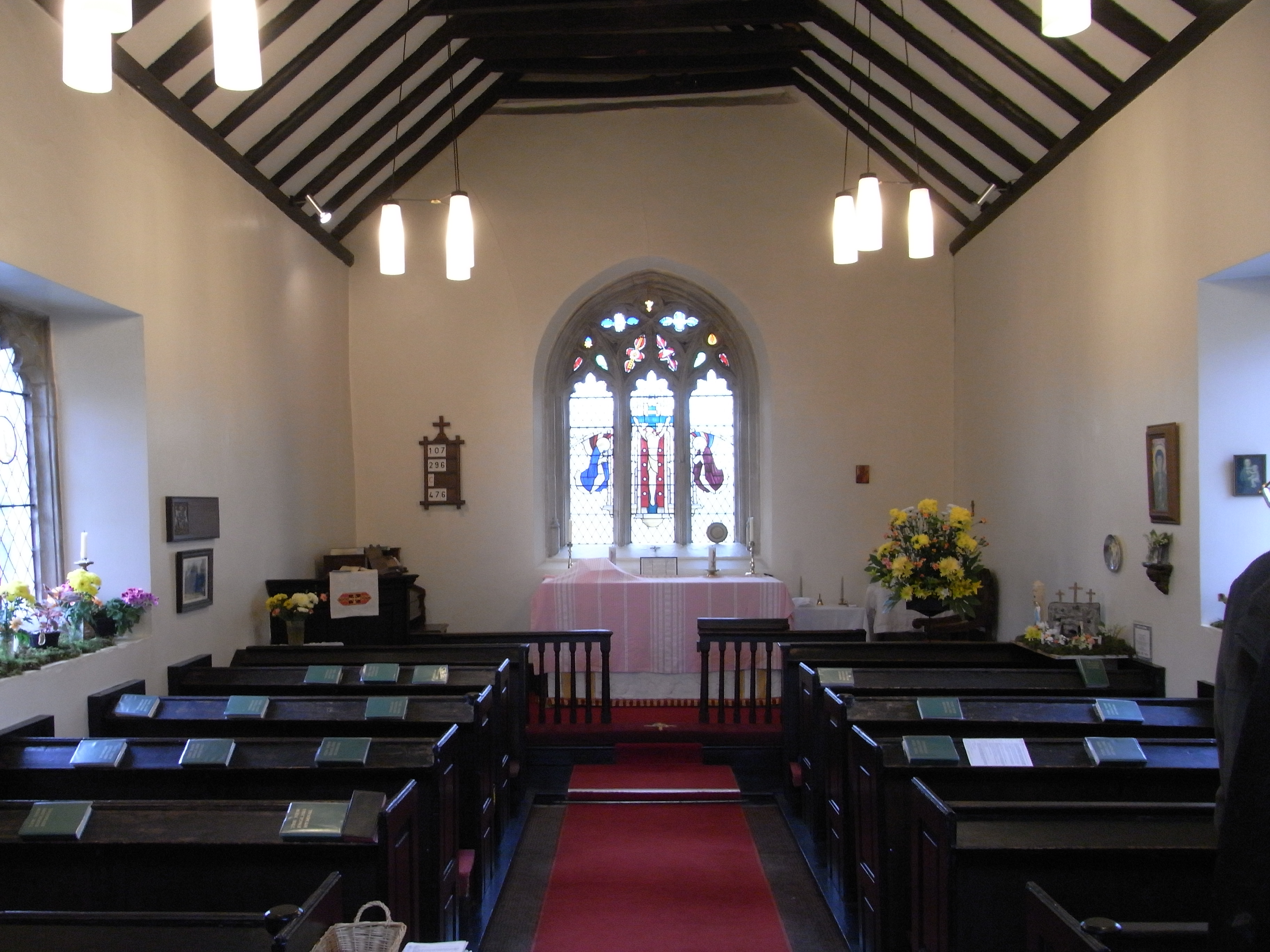
Каплиця святого Кларуса

Вершину або східну частину трикутної площі займає каплиця Святого Кларуса, англійського місіонера, який зазнав мученицької смерті приблизно у 894 році недалеко від річки Епт в Нормандії.

### Заснування
Поточна будівля з червоного каменю є відбудовою 1592 р. сером Робертом Деннісом з Холкомб Бернеллу, а вперше вона була побудована між 1418 і 1439 роках, щоб слугувати каплицею, в якій молилися за душі осіб, страчених на цьому місці. У одній із глав архівів 1439 року згадується каплиця Лівреї Доул, як «Каплиця Святого Кларуса, яка знаходиться за межами південних воріт (міста Ексетер) на виїзді з Хевітрі». Проте у 1418 році, каплиця не була включена до акту реєстрації, який було знайдено в 19 столітті серед записів міста Ексетера із зазначенням всіх інших каплиць в Хевітрі, а саме Святого Клементса і Святої Елігії.

### Відновлення богадільні у 1592 році
Сер Роберт Денніс (1525—1592) з Холкомб Бернеллу і Біктон, заявив у своєму заповіті від 25 липня 1592 року і довів 22 вересня 1592 року, що він має у своєму розпорядженні "призначену для забудови ділянку землі і має право звести богадільню і каплицю для певної кількості бідних людей з щотижневою платнею та певними щорічними поданнями у вигляді різних товарів. Це буде засвідчено його печаткою та підписом". Він призначив свого сина сера Томаса Денніса єдиним виконавцем, з братами спадкодавця Едвардом та Уолтером. Він просив у своєму заповіті, що якщо він помре до завершення робіт на будівництві, то його син сер Томас Денніс повинен закінчити будівельні роботи «…так як він жив у постійній любові і не був позбавлений спадщини». Він також направив своїх наглядачів, щоб завершити роботу, якщо його син відмовитися від цього. Сер Роберт дійсно помер перш ніж робота була закінчена, і його син сер Томас Денніс завершив роботу в 1594 році. Найгострішим у цій ситуації було те, що потрібно було виплачувати пенні річних лорду маєтку Хевітрі.

#### Меморіальна дошка засновника
| |  |  |
| Зліва: геральдичні поділи сера Роберта Денніса (†1592), як показані на кам'яній табличці на Лівреї Доул; справа геральдичні заслуги Деніса І Ролле (1614-1638), мавзолей Ролле, Біктон, з гербом Ролле доданим у 1-му поділі, для чого знадобилось виключити останній поділ на Лівреї Доул - Годольфін |  |  |

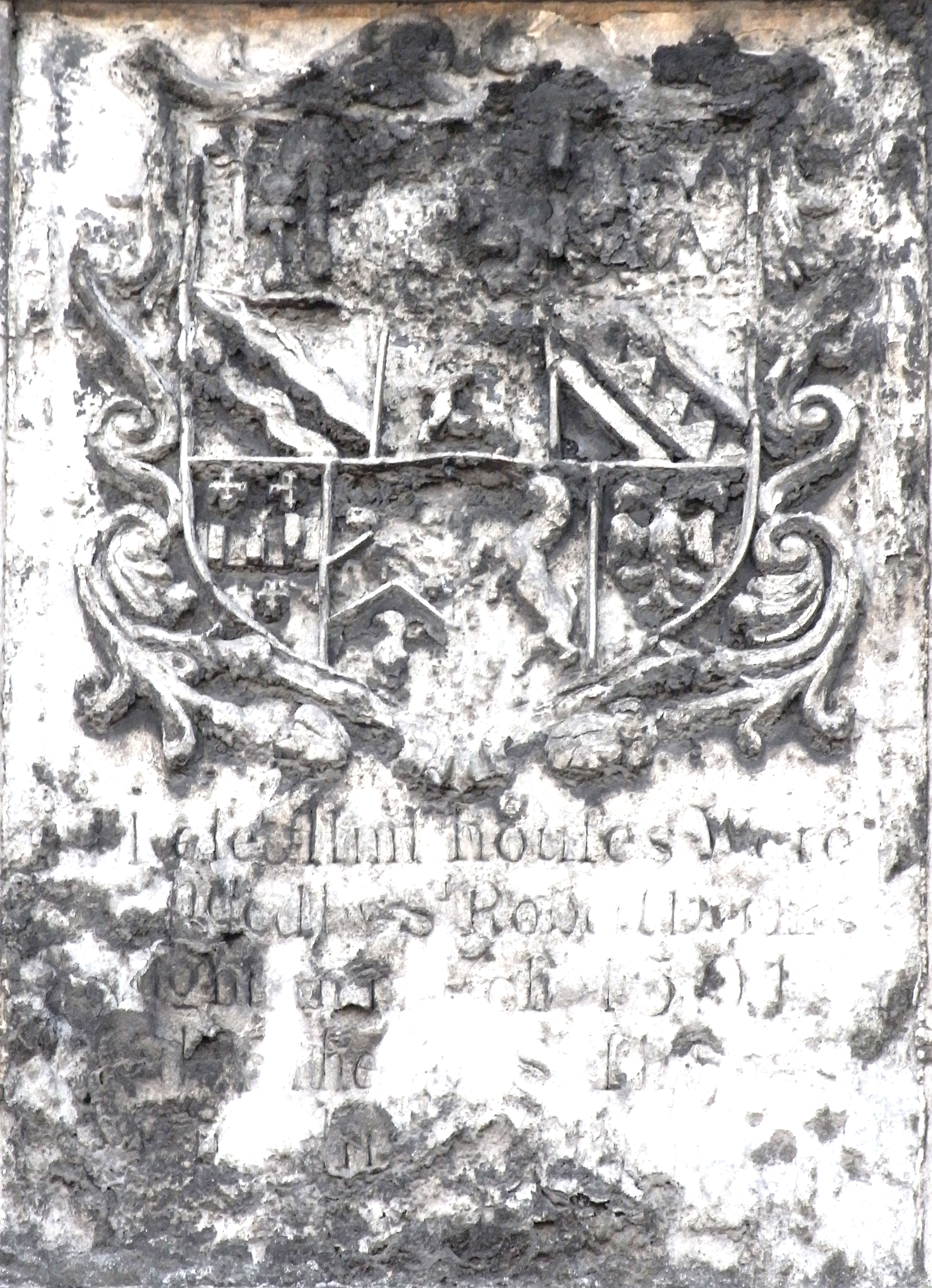
Кам'яна таблична, присвячена серу Роберту Деннісу, з гербом Деннісів та поділами вище

Немає ні найменшого сумніву, що сер Томас Денніс був сином спадкодавця, але подивившись на сучасну кам'яну плиту зведену над входом раніше, він помилково описується як брат сера Роберта: "Ці богадільні були засновані сером Робертом Деннісом, який був лицарем, у березні 1591 року і закінчені сером Томасом Деннісом, його братом в 1594 році". Плита містить також геральдичні рельєфні надписи, які показують наступні десять поділів сім'ї Денніса:
1. Денніс
2. Дабернон
3. Гіффард з Холсбері
4. Степледон
5. Бокерель
6. Крістенстов
7. Гободеслей
8. Чідерлайт
9. Данн
10. Годольфін

Ці поділи можна побачити ясно і чітко на пам'ятнику у приватному Мавзолеї Ролле в Бітконі, створеного Деннісом Ролле (1614—1638), сином Ганни, спадкоємиці Біткон, з додаванням першій частці Ролле, що призвело до втрати в останній частці Годольфін. Богадільня Денніса займає центральну частину Лівері Доул на захід від каплиці.

### Відновлення у 1849 році за допомоги леді Ролл
Сім'я Ролл із Стівенстона була у 17-му столітті спадкоємицею сім'ї Денніса з Біткон. Генрі Ролл, 1-й барон Ролл (1708—1750) вказав у своєму заповіті, що він залишає пожертвування для «лікарні Лівері Доул». У своєму заповіті лорд Ролл передбачав, що «управляти Лівреєю Доул в Хевітрі … має право лише власник мого особняка в Бітконі», і він залишив право власності в цьому особняку своїй вдові. У той час як справжні богадільні стояли на південно-західній стороні каплиці, нові богадільні були розташовані на північний захід від каплиці, що дозволило знайти простір для газонів і садів перед ними. Леді Ролл також відновила церкви в Бітконі і Отертоні. Геральдичні написи були додані в той час, коли було закінчено будівництво нових богаділень, вказуючи на участь у цьому рук Денніса, Ролла і Трефюзіс. Після смерті леді Ролл в 1885 році патронат вирішив залишити спадкоємцем лорда Ролла, племінника його вдови Марка (Трефюзіс) Ролла (1836—1907), другого сина Чарльза, 19-го барона Клінтона.

### Відновлення споруд після Другої світової війни
Вікна каплиці Святого Кларуса були зруйновані під час німецького бомбардування міста Ексетер в травні 1942 року під час Другої світової війни. Каплиця була відновлена племінником і спадкоємцем Марка Ролла, Чарльзом Стюартом Хепберн-Форбсом, 21-м Бароном Клінтоном (1863—1957). Східне вікно було відновлено ним в 1946 році, і деякі середньовічні вітражі вежі в зруйнованій старій церкві в Бітконі, були вставлені в 1947 році.